# Немцы Бессарабии
Бессарабские немцы (нем. Bessarabiendeutsche) — этническая группа немцев, проживавших с 1814 по 1940 год на территории исторической области Бессарабия, преимущественно в южной части (в пределах Молдавии и Украины). На сегодня представлены лишь единичными лицами.

## История
Переселение немцев в Бессарабию происходило с 1814 по 1842 год из таких земель, как Баден, Вюртемберг, Эльзас, Бавария, а иногда и из прусских территорий (современная Польша). Всего было переселено около 9000 человек. К тому времени Бессарабия, как и всё Северное Причерноморье, находилась в пределах Российской империи. На протяжении всей истории существования (125 лет) бессарабские немцы представляли собой преимущественно сельское население, задействованное в сельском хозяйстве.
После пакта Молотова — Риббентропа (1939 год), летом 1940 года Бессарабия была занята советскими войсками. Под лозунгом возвращения на родину было переселено в Германию около 93 000 бессарабских немцев. Известным представителем этой этнической группы является бывший президент Германии Хорст Кёлер. Его родители жили до переселения в 1940 году в немецкой колонии Рышканы в северной Бессарабии (современная Молдавия).

## Источник переселения
Переселение немцев в Бессарабию осуществлялось в начале девятнадцатого века (в период с 1814 по 1842 годы). Большинство из них пришли с юго-запада нынешней Германии, а также Швейцарии и Эльзаса. Некоторые из них были переселены в Добруджу в период 1841—1856 и стали известны как немцы Добруджи. По данным переписи населения в Румынии в 1930 году немцы составляли 3 % от всего населения Бессарабии (которое составляло в то время 2,8 миллиона жителей).
Осенью 1940 года, после присоединения Бессарабии к СССР, 93 тысячи немцев были переселены, в соответствии с германо-советским соглашением 4 сентября 1940 года, на территорию Германии, в основном, в аннексированную нацистами область Вартеланд. После 1945 года бессарабские немцы, в числе прочих немцев, оказались на положении «изгнанных».
По переписи населения в Республике Молдова 1989 года, немцы составляли 7,3 тысяч человек (соответствует 0,2 % от населения республики), но они являются потомками немцев Приднестровья и немцев, выселенных с Волги, а не потомками немцев Бессарабии.

## В Германии
СССР никогда не признавал присоединение Бессарабии к Румынии. Поэтому, после присоединения этой области к СССР, бессарабские немцы должны были либо автоматически принять гражданство СССР, либо репатриироваться (эвакуироваться) на историческую родину.
Эвакуация началась в сентябре 1940 года и завершилась в очень сжатые сроки: в ноябре 1940 года. Подготовка к репатриации шла под лозунгом «Heim ins Reich» («Домой в Рейх»). Более 93 тысяч бессарабских немцев переселились в оккупированную Польшу и в Восточную Пруссию. После процедуры регистрации они перестали быть румынскими гражданами и попали под защиту рейха. Впоследствии каждый репатриант, пройдя соответствующие процедуры, получал гражданство Германии. Вместе с бессарабскими немцами на историческую родину были переселены и немцы Северной Буковины, также вошедшей в 1940 году в состав СССР

## Интересные факты
- В январе 1942 года было заключено германско-румынское «Соглашение о регламентации прав на собственность репатриированных из Бессарабии и Северной Буковины граждан немецкого происхождения», согласно которому Румыния выплачивала Германии компенсацию за собственность репатриированных по советско-германскому соглашению от 5 сентября 1940 года из Бессарабии и Северной Буковины немцев в размере 4,5 млрд лей (при этом германское руководство обещало после победы над СССР поддержать требование Румынии о возмещении с СССР 4,5 млрд лей в пользу Румынии)[2];
- В Германии существует Землячество Бессарабских Немцев с центром в городе Штутгарт.